# Les Clayes-sous-Bois
Les Clayes-sous-Bois is een gemeente in het Franse departement Yvelines (regio Île-de-France) en telt 17.059 inwoners (1999). De plaats maakt deel uit van het arrondissement Versailles. Het is een van de twaalf gemeenten van de nieuwe stad Saint-Quentin-en-Yvelines.

## Geografie
De oppervlakte van Les Clayes-sous-Bois bedraagt 6,1 km², de bevolkingsdichtheid is 2796,6 inwoners per km².
De onderstaande kaart toont de ligging van Les Clayes-sous-Bois met de belangrijkste infrastructuur en aangrenzende gemeenten.

## Demografie
Onderstaande figuur toont het verloop van het inwonertal (bron: INSEE-tellingen).